# Cicipu
Le cicipu, le cipu ou l’acipa occidental, est une langue kambari et une langue tonale appartenant à la branche bénoué-congolaise de la famille des langues nigéro-congolaises. Elle est parlée dans les États de Kebbi et de Niger au Nigeria.

## Écriture
Un alphabet pour écrire le cicipu est proposé et accepté par la communauté cicipu à Sakaba en avril 2010.
| Majuscules | A  | Ã | B | Ɓ | C | D  | Ɗ | E | Ẽ | G | Gw | H  | Hw |
| Minuscules | a  | ã | b | ɓ | c | d  | ɗ | e | ẽ | g | gw | h  | hw |
|            |    |   |   |   |   |    |   |   |   |   |    |    |    |
| Majuscules | Hy | I | Ĩ | J | K | Kw | L | M | N | O | Õ  | Ø  | Ø̃  |
| Minuscules | hy | i | ĩ | j | k | kw | l | m | n | o | õ  | ø  | ø̃  |
|            |    |   |   |   |   |    |   |   |   |   |    |    |    |
| Majuscules | P  | R | S | T | U | Ũ  | V | W | Y | Z | ˈ  | ʼW | ʼY |
| Minuscules | p  | r | s | t | u | ũ  | v | w | y | z | '  | 'w | 'y |

Les voyelles nasalisées sont indiquées à l’aide du tilde sur la lettre : ‹ ã ẽ ĩ õ ø̃ ũ ›.
Les tons ne sont normalement pas notés, mais peuvent l’être à l’aide de signes diacritiques (accent aigu, accent grave, accent circonflexe, double accent aigu) notamment dans le dictionaire cicipu-anglais-hause de McGill et Yabani de 2015.